# Uvarovia gracilipes
Uvarovia gracilipes är en insektsart som beskrevs av Bolívar, C. 1931. Uvarovia gracilipes ingår i släktet Uvarovia och familjen Chorotypidae. Inga underarter finns listade i Catalogue of Life.